# الکسی گیلمور
الکسی گیلمور (به انگلیسی: Alexie Gilmore) (زاده ۱ ژانویه ۱۹۷۶) بازیگر آمریکایی است.
از فیلم‌های معروف او می‌توان به بازی در فیلم پیمایشگر، شخص و نزول اشاره کرد.